# ゲームロフト
ゲームロフト（Gameloft SE）は、フランスに本社を置くゲームソフト開発・配信会社。

## 概要
ユービーアイソフト創業者の1人であるミシェル・ギユモが設立した会社で、現在はフランスの大手メディアコングロマリットであるヴィヴェンディの傘下である。ユービーアイとの関係は深く、ユービーアイ製ソフトの携帯電話機向け移植も行っており、逆にパッケージソフトに移植され、ユービーアイソフトから発売されることもある。なお、ヴィヴェンディはかつてユービーアイソフトの大株主でもあった。
携帯電話ゲームメーカーとして世界80か国以上に展開し、2007年第4四半期には携帯電話ゲームで世界一の売り上げを達成した。iPodや家庭用ゲーム機向けのダウンロード販売にも進出している。代表作にはレースゲームの『アスファルト』シリーズ、ファーストパーソン・シューティングゲームの『モダンコンバット』などがある。

## 日本での展開
2004年4月に日本法人のゲームロフト株式会社を設立。海外向けゲームの日本語化のほか、2007年以降は『ブロック ブレーカー デラックス』をアレンジした『エッチなお姉さん崩し』や、『Miami Nights』の舞台を東京に置き換えた『東京シティー★ナイツ』など日本市場を考慮したローカライゼーション作品も登場している。2015年には東京スタジオも開設され、同スタジオ開発の『マグナメモリア』がリリースされたが、ゲームロフト本体の業績不振の影響でリリース直後にスタジオは閉鎖された。
パッケージソフトはニンテンドーDS版『アスファルト アーバン GT』がタイトーから発売されたが、2011年以降はコナミデジタルエンタテインメントが『アスファルト』シリーズの販売を行っている。
2019年5月17日に合同会社に組織変更することを明らかにした。2019年7月1日に社名をゲームロフト合同会社に変更した。

## 主な作品
- アスファルトシリーズ
- ダーククエストシリーズ
- ギャングスターシリーズ
  - ギャングスター ベガス
  - ギャングスター ニューオーリンズ
- モダンコンバットシリーズ
  - モダンコンバット5:Blackout
- オーダー&カオスシリーズ
- N.O.V.A.シリーズ
- リアルサッカーシリーズ
- GTレーシングシリーズ
- ブラザーインアームズシリーズ（一部）
- ミニオンラッシュ
- スナイパーフューリー[5]
- MARVEL スパイダーマン・アンリミテッド
- ドラゴンマニア・レジェンド
- アイアンブレイド
- ウォープラネット オンライン
- マーチ オブ エンパイア
- ブリッツ・ブリゲード